# 和久井秀俊
和久井秀俊（1983年2月12日—），已退役日本足球運動員，司職中場。

## 俱樂部生涯
和久井秀俊在2008-09赛季自由转会斯洛文尼亚老牌豪门戈里察，不过在那里他并未打上主力，出场10次一球未进。2009-10赛季他加盟捷克甲级联赛球队波希米揚斯1905，在这里他还是没能占据主力位置，出场11次一球不进。
在爱沙尼亚超级联赛卡里魯和塔林弗洛拉的塔林德比中，卡里魯的日本中场和久井秀俊打进一球。

## 外部連結
- 和久井秀俊的X（前Twitter）
- 和久井秀俊的Facebook專頁
- オフィシャルサイト（页面存档备份，存于）
- 和久井秀俊オフィシャルブログ（页面存档备份，存于）
- 和久井秀俊mixiコミュニティ（页面存档备份，存于）
- Hidetoshi Wakui（页面存档备份，存于） - Transfermarktによる個人成績
- JK Nõmme Kalju 公式サイトの本人プロフィール（页面存档备份，存于）